# Komiks Braillem

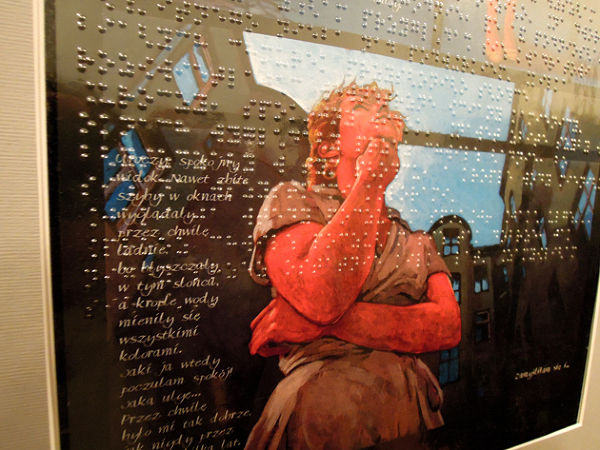
Przykładowa plansza Komiksu Braillem w technologii tyflografiki

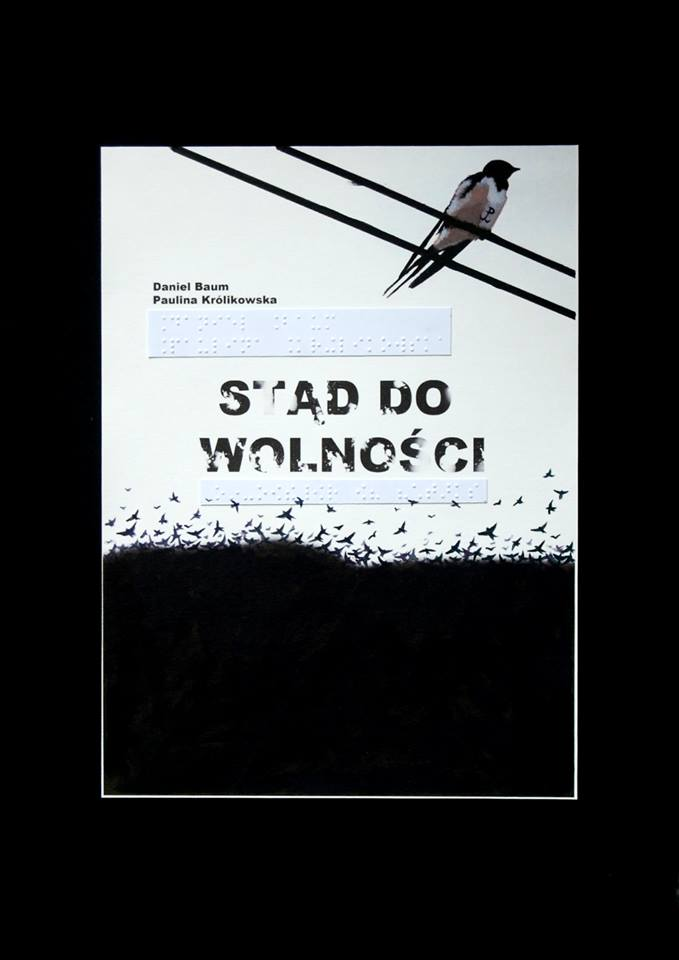
Strona tytułowa komiksu „Stąd do wolności”

Komiks Braillem – autorski projekt komiksu przystosowanego do potrzeb czytelników widzących i niewidomych (lub niedowidzących) jednocześnie, stworzony i rozwijany od 2010 roku przez Daniela Bauma i Paulinę Królikowską. 

## Geneza pomysłu
Pomysł projektu Komiksu Braillem powstał w trakcie przygotowywania pracy zgłoszeniowej na 2. edycję międzynarodową konkursu na komiks o powstaniu warszawskim „Powstanie '44”, organizowanego przez Muzeum Powstania Warszawskiego. Wtedy powstała pierwsza praca w formule Komiksu Braillem pod tytułem "Stąd do wolności", którą jury konkursu nagrodziło 1. wyróżnieniem. „Stąd do wolności” ukazało się w druku w antologii konkursowej „Morowe Panny”, wydanej nakładem wydawnictwa Egmont Polska w 2011 roku, ale w wersji, która nie pozwala czytelnikom niewidomym i niedowidzącym na przeczytanie tego komiksu. Po publikacji w antologii „Morowe Panny” autorzy projektu Daniel Baum i Paulina Królikowska rozpoczęli działania promocyjne mające na celu wydanie „Stąd do wolności” oraz kolejnych komiksów w formule zgodnej z koncepcją projektu.

## Formuła wydawnicza Komiksu Braillem
Na każdej z plansz Komiksu Braillem oprócz kadrów komiksowych oraz narracji i dialogów, które mogą obejrzeć i przeczytać czytelnicy widzący, znajduje się przezroczysta powłoka z tekstem narracji i dialogów w alfabecie Braille'a, przystosowana do potrzeb czytelników niewidomych i niedowidzących, stanowiąca integralną część danej planszy. Każda z takich plansz jest wykonywana w technologii tyflografiki – autorskiej technologii opracowanej przez Marka Jakubowskiego, założyciela Studia Tyflografiki „Tyflograf”. Każdej z wykonanych w ten sposób plansz towarzyszy dźwiękowy opis poszczególnych kadrów komiksowych wykonany w technice audiodeskrypcji.

## Formuła artystyczna Komiksu Braillem
Warstwa graficzna każdego z komiksów wchodzących w skład projektu Komiks Braillem powstaje w oparciu o  akademickie
techniki malarstwa i rysunku realistycznego. Część kadrów komiksowych to pełnowymiarowe obrazy, które są autonomicznymi dziełami sztuki i mogą być indywidualnie eksponowane w przestrzeniach wystawienniczych.

## Nagrody i wyróżnienia projektu Komiks Braillem
- 2014: 1. miejsce w półfinale polskiej edycji konkursu Oxford Big Project 2[2]
- 2014: Stypendium Ministra Kultury i Dziedzictwa Narodowego w dziedzinie sztuk wizualnych na realizację pełnego wydania projektu „Komiks Braillem”
- 2010: 1. wyróżnienie na 2. edycji międzynarodowej konkursu na komiks o Powstaniu Warszawskim „Powstanie '44” organizowanego przez Muzeum Powstania Warszawskiego.